# Разгром (мультфильм)
«Разгром» — советский короткометражный рисованный мультфильм. По одноимённому стихотворению Эдуарда Успенского.
Первый из трёх сюжетов мультипликационного альманаха «Весёлая карусель» № 3.

## Сюжет
Отрывок из стихотворения:

Мама приходит с работы,

Мама снимает боты,

Мама проходит в дом,

Мама глядит кругом.

 — Был на квартиру налёт?

 — Нет.

 — К нам заходил бегемот?

 — Нет.

 — Может быть, ураган?

 — Нет.

 — Значит, взорвался вулкан?

 — Нет.

 — Просто приходил Серёжка, Поиграли мы немножко.

 — Очень рада. Оказалось, я напрасно волновалась. 

Автор: Эдуард Успенский

## Съёмочная группа
| режиссёр, художник и мультипликатор: | Валерий Угаров                       |
| сценарист                            | Эдуард Успенский                     |
| композитор                           | Шандор Каллош                        |
| оператор                             | Михаил Друян                         |
| монтажёр                             | Марина Трусова                       |
| текст читают                         | Александр Лившиц, Александр Левенбук |

## О мультфильме
Валерий Угаров... Его режиссёрский дебют состоялся в третьем выпуске сборника «Весёлая карусель» (1971) — он снял сюжет «Разгром» по стихотворению Эдуарда Успенского. Тема беспорядка, весёлого разгрома, озорства, непоседливости возникает и в следующих его «карусельных» сюжетах — «Про чудака-лягушонка», «Не про тебя ли этот фильм?».— Сергей Капков